# Vautour africain
Gyps africanus
Pour des articles plus généraux, voir Vautour et Accipitridae.
Espèce
Statut de conservation UICN

 CR A2abcd+3bcd+4abcd : 
En danger critique
Statut CITES
Le Vautour africain (Gyps africanus), également appelé gyps africain ou vautour à dos blanc, est une espèce d'oiseaux charognard de la famille des Accipitridae.

## Description

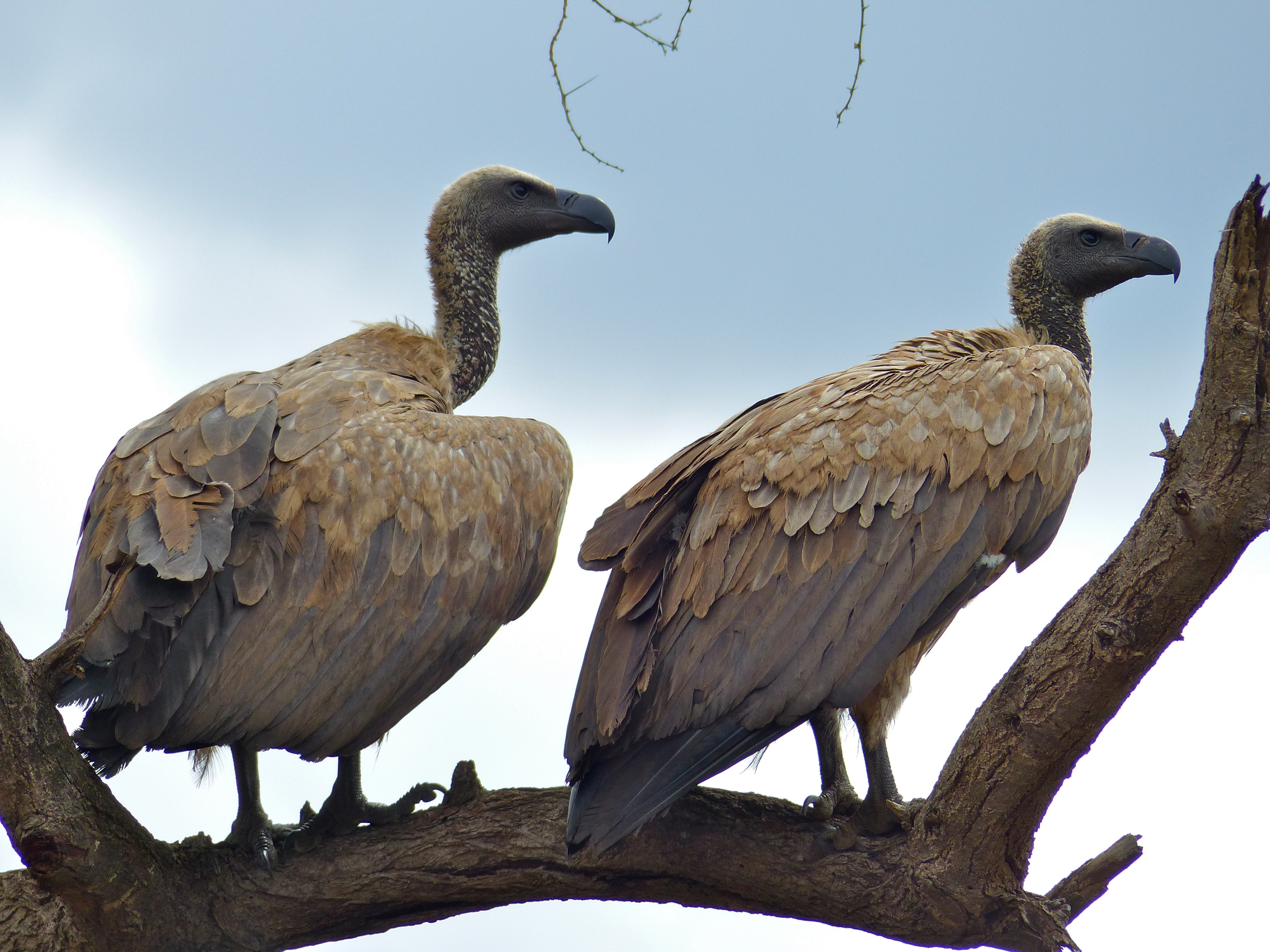
Vautours africains (Parc national Kruger, Afrique du sud).

Le vautour à dos blanc est un vautour typique, avec la tête et le cou plus ou moins recouverts de duvet blanc, des ailes très larges et une queue aux plumes courtes. Il a une collerette blanche autour du cou. Le dos blanchâtre de l’adulte contraste avec le reste du plumage sombre. Les juvéniles sont en grande partie sombres. C'est un vautour de taille moyenne; sa masse corporelle est de 4,2 à 7,2 kilogrammes; sa taille est de 78 à 98 cm de long et son envergure de 1,96 à 2,25 m.

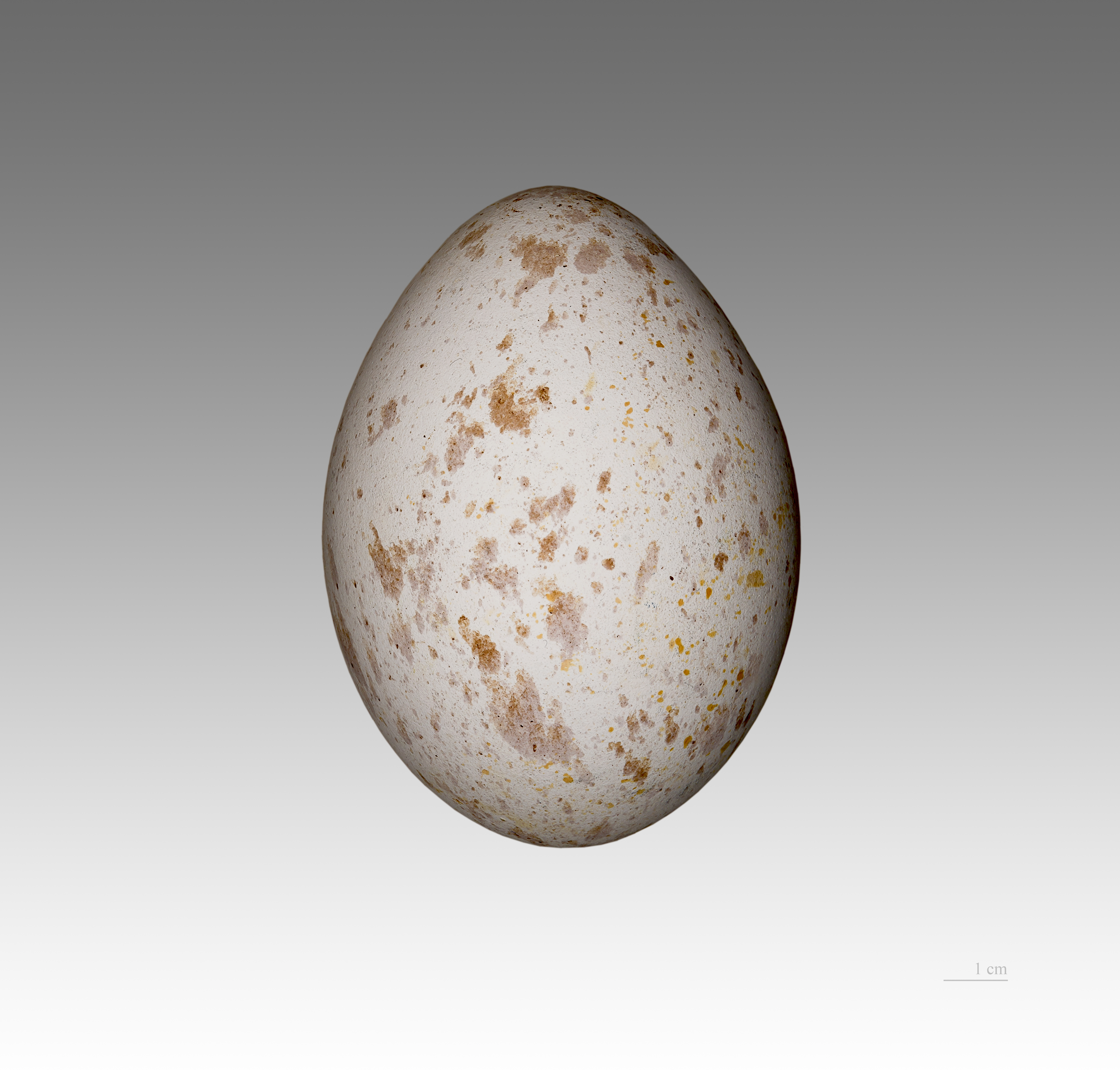
Gyps africanus - Muséum de Toulouse.

## Habitat
Les vautours africains fréquentent les contrées ouvertes faiblement boisées telles que les prairies herbeuses, les savanes, les marécages et les boisements clairsemés.
On les trouve également dans les allées d'arbres qui bordent les cours d'eau et dans les broussailles épineuses. Ils évitent les zones boisées denses et les forêts. Néanmoins, ils ont toujours besoin d'arbres pour se percher ou se reposer. Les vautours africains sont surtout présents là où il y a des troupes importantes de grands mammifères. Leur habitat coïncide souvent avec des exploitations où l'on pratique l'élevage extensif du bétail. Ces oiseaux nécrophages vivent généralement du niveau de la mer jusqu'à 1500 m d'altitude. Au Kenya, ils peuvent grimper jusqu'à 3000 m et en Éthiopie on peut même les trouver jusqu'à 3500 m.

## Répartition

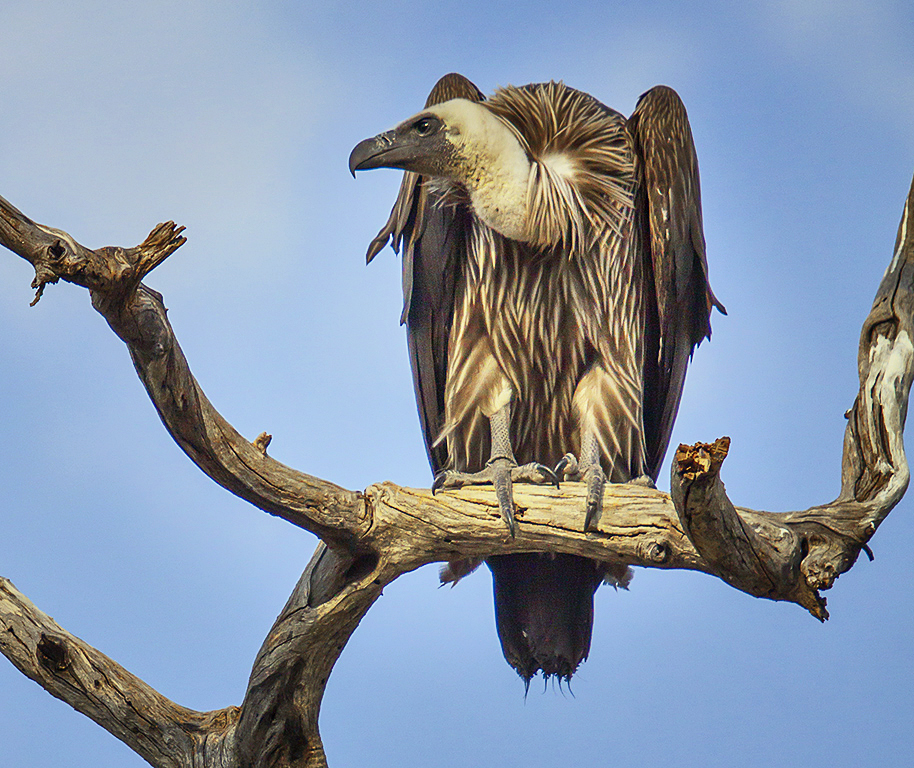
Vautour africain au Botswana.

Cet oiseau vit en Afrique subsaharienne, dans les savanes boisées, particulièrement dans les zones d'acacias.
Sa présence en Afrique du Nord a été confirmée après avoir été aperçu au Maroc.